# Johannes Kollath
Johannes Kollath (ur. 4 lutego 1871 w Szamotułach, zm. 10 maja 1908 w Sopocie) – niemiecki prawnik i działacz samorządowy.

## Życiorys
Urodził się w rodzinie pruskiego oficera policji, Gustava i Augusty. Absolwent Gimnazjum Królewskiego w Bydgoszczy. Studiował prawo na uniwersytetach w Monachium i Wrocławiu, uzyskując tytuł doktora nauk prawnych (1893). Praktykował w kancelarii prawnej i notarialnej, pełnił obowiązki pracownika zarządu miasta w Inowrocławiu (1894), w którym następnie powierzono mu funkcję zastępcy burmistrza oraz naczelnika policji (1895–1905). W 1905 wygrał konkurs na stanowisko burmistrza Sopotu co pozwoliło mu podjąć realizację kilku ambitnych zamierzeń np. budowę nowego gmachu dla gimnazjum przy ul. Armii Krajowej, zawarcie umowy z władzami kolejowymi budowy dwóch wiaduktów drogowych – przy ul. 3 Maja i ul. Podjazd oraz tunelu pieszego pod ul. Monte Cassino, oddanie do użytku Łazienek Południowych, przebudowę Parku Południowego, zainicjowanie szeregu przedsięwzięć sportowych, m.in. toru saneczkowego, trasy narciarskiej, zawodów automobilowych i promocyjnych, np. od 1907 uroczystej parady pojazdów ozdobionych kwiatami (Blumencorso).
W 1908 zmarł na zapalenie płuc i został pochowany na miejscowym cmentarzu. Na jego pamiątkę nad Swelinią wybudowano jeszcze w 1908 drewnianą altanę, zwaną Świątynią Kollatha (w 2021 zrekonstruowana).